# الزحف على الصخور

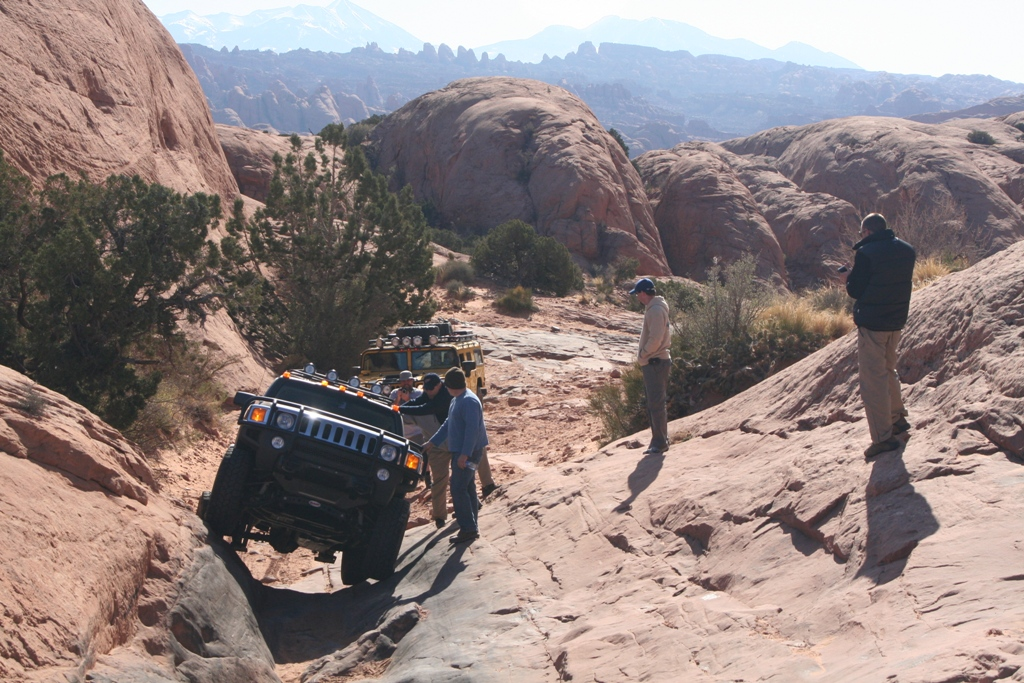
همر إتش 3 في مواب، يوتا، الولايات المتحدة

الزحف على الصخور هي صيغٌة غيرٌ مألوفة للقيادة باستخدام السيارات الأصلية إلى السيارات المعدلة على طرقٌ وعرة في أي مكان بشكل فائق لتفادي العقبات. في الزحف على الصخور يقوم السائقون بقيادة سيارات رباعية الدفع معدلة بكفاءة عالية كسيارات الجيب والشاحنات والعربات فوق التضاريس القاسية. و تشمل مواقع القيادة: الصخور وسفوح الجبال وأكوام الصخور ومسارات الجبال، إلخ...
يعتمد الزحف الصخري على السرعة المنخفضة، الحذر القيادة الدقيقة والدعم العالي لمبدل السرعة في هذا النوع من المركبات. عادةً يقوم الزاحفون على الصخور، القيادة لأعلى، لأسفل وفوق عقبات الطرق التي تظهر أنها غير سالكة.
تتراوح بطولات الزحف على الصخور من فعاليات محلية إلى سلسلة وطنية. تتضمن هذه السلسلات على دورات طويلة تتراوح بين 100-200 يارد ضمن عقبات تجهز مع بوابات مشابهة لمسابقة التزلج المتعرج (سلالوم سكي) .

## أساسيات الزحف على الصخر

### المركبات

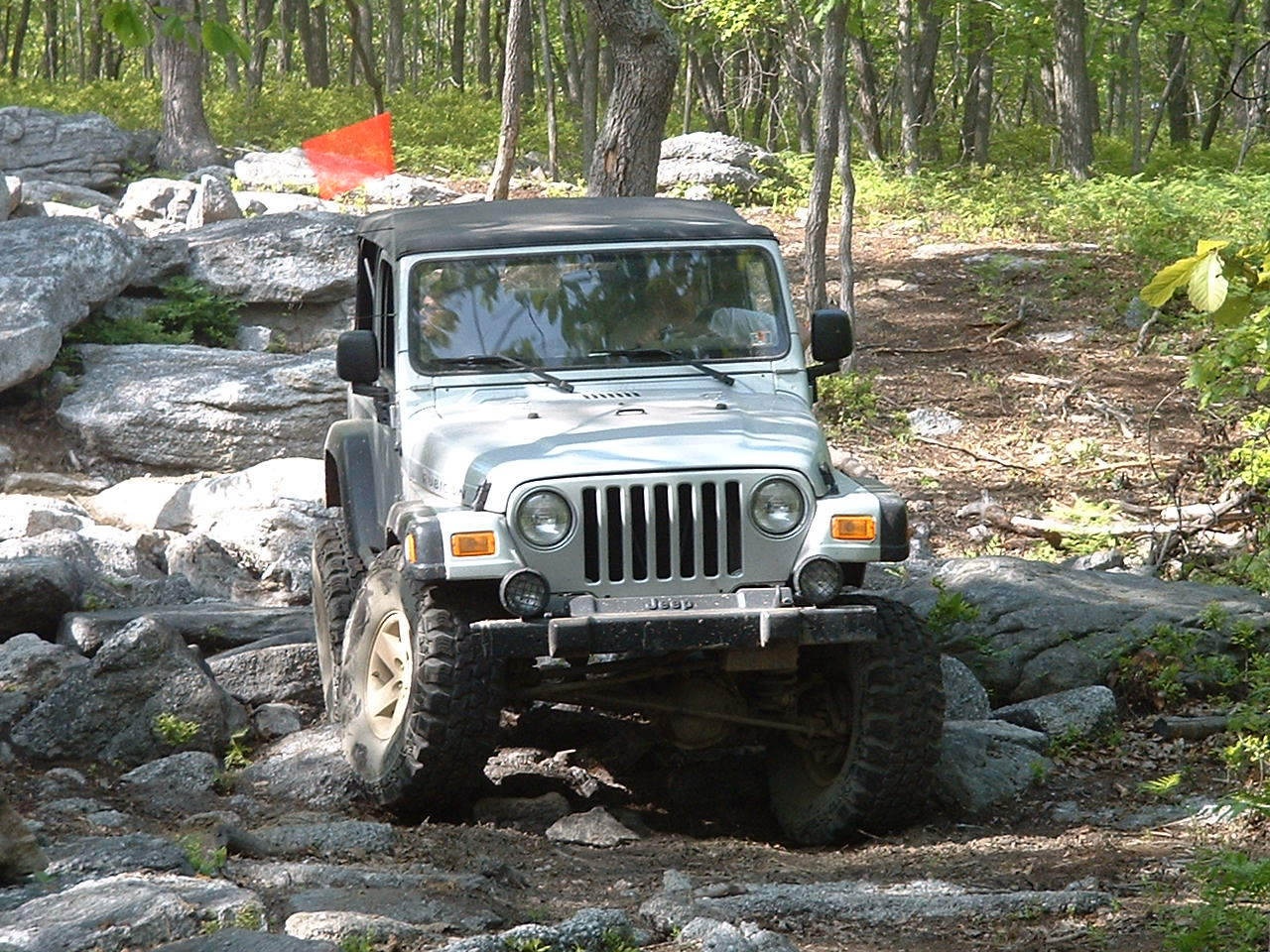
Jeep Rubicon Rock Crawling

وتشمل السيارات التي من الشائع استخدامها الجيب (كرايسلر والميتسوبيشي) ,لادا نيفا , بي ايه دبليو , نيسان باترول , تويوتا هيلوكس , تويوتا لاندكروز , لاندروفر, مرسيدس بنز جي-كلاس, سانتانا بي اس-10, فورد برونكو , سوزوكي ساموراي , إنتيرناشيونال هارفيستر سكوت بالأخص "مرسيدس أوينيموج" التي تعزز مدخل المحاور وترفع بشكل كبير تصفية القاعدة . هذه المركبات مجهزة بأجزاء مخصصة . كما أن مركبات الزحف على الصخر المزودة بالأجزاء المخصصة بشكل كامل هم أيضاً متوفرون لدى شركات مثل: "وايد اوبن ديزاين.
1. مجموعة تروس فرقية مغلقة
2. إطارات مرتفعة للطرق الوعرة.
3. تطوير وضع الإيقاف.
4.قيادة الدفع الرباعي.
5.قفص دوار لحماية السائق.
6.تحسين المحرك لزيادة الأداء وغالباً عزم الدوار.
7.غيارات منخفضة في بعض أو جميع نواقل الحركة، (بما في ذلك في كثير من الأحيان استعمال صندوق تروس إضافي لتخفيض الغيارات بشكل أكبر)،أو فوارق محور العجلة.
8.الرافعات
9.درع واقي(اللوحات الهزازة، مصدات من الأنبوب، إلخ..)
10.مجموعة العجلات الداخلية الملحومة( اقفال الإطارات في حال تقليل الضغط على عجل السيارات).
11. مانع صدمات للمسافات الطويلة، إسقاط القيود، قطع الزنبركات الحديدية(لزيادة حركة العجلات),استخدام زنبرك حلزوني/هزاز وأذرع تحكم محسن.
12.محاور البوابة
يتم استخدام عجلات كبيرة الحجم ذات الضغط المنخفض وكثيرة الفرزات(البروز) وتلائم الأراضي الموحلة. معظم السيارات تتضمن تحكم نقل منخفضة لجعل المحرك في أقل سرعة المستخدمة في الزحف على الصخور. ومن ناحية منظومة التعليق, فإنه يتم في بعض الأحيان تركيب مجموعة رفع ما بعد البيع لعربات القيادة البطيئة على الصخور، مما يرفع الهيكل ويعزز من التعليق المرن، على الرغم من أن الزواحف تتضمن المسارات الأكثر قساوة. . غالباً ما لديها نظام تعليق مفبرك أو حزم أوراق مجمعة منزلياً لتحقيق الأهداف بأقل سعر ممكن، مما يجعلها سهلة أكثر للقيادة فوق العقبات الكبيرة مع تقليل مخاطر تلف المركبة.معظم نظام التعليق مصمم من المرونة العالية، وتعطي درجة عالية من المساحة للعجلات الملامسة للأرض، مع إبقاء المركبة منخفضة قدر الإمكان.نظراً للطبيعة المتضاربة للتغيرات والاحتياجات لمركبات القيادة البطيئة على الصخور وعلى الطرق السريعة، فإنه في العادة يتم القيام بتعديلات على المركبات وتكون مخصصة لأغراض الترفيه. وعندما تصنّف المركبة على أنها فقط للطرق الوعرة(لا يتم قيادتها على الشوارع ويتم جرها للمسارات أو للمواقف على جوانب الطرق السريعة) فحينها تكون إمكانية التعديلات لانهائية.
وأصحاب الأموال يمكنهم أن يقوموا بتجهيز المركبات الخاصة بهم للقيادة البطيئة على الصخور.والفوائد الكبيرة من تلك الطريقة هو أنّه يكون لصاحب المركبة التحكم الكلي على قدرات مركبتهم، حيث أن كل جزء من المركبة يمكن تركيبه بشكل مخصص.كما أن إيجاد أشخاص يتبنوا مثل تلك الأفكار يساعد في تغطية بعض تكاليف تعديل المركبات.